# Der Usedom-Krimi: Vom Geben und Nehmen

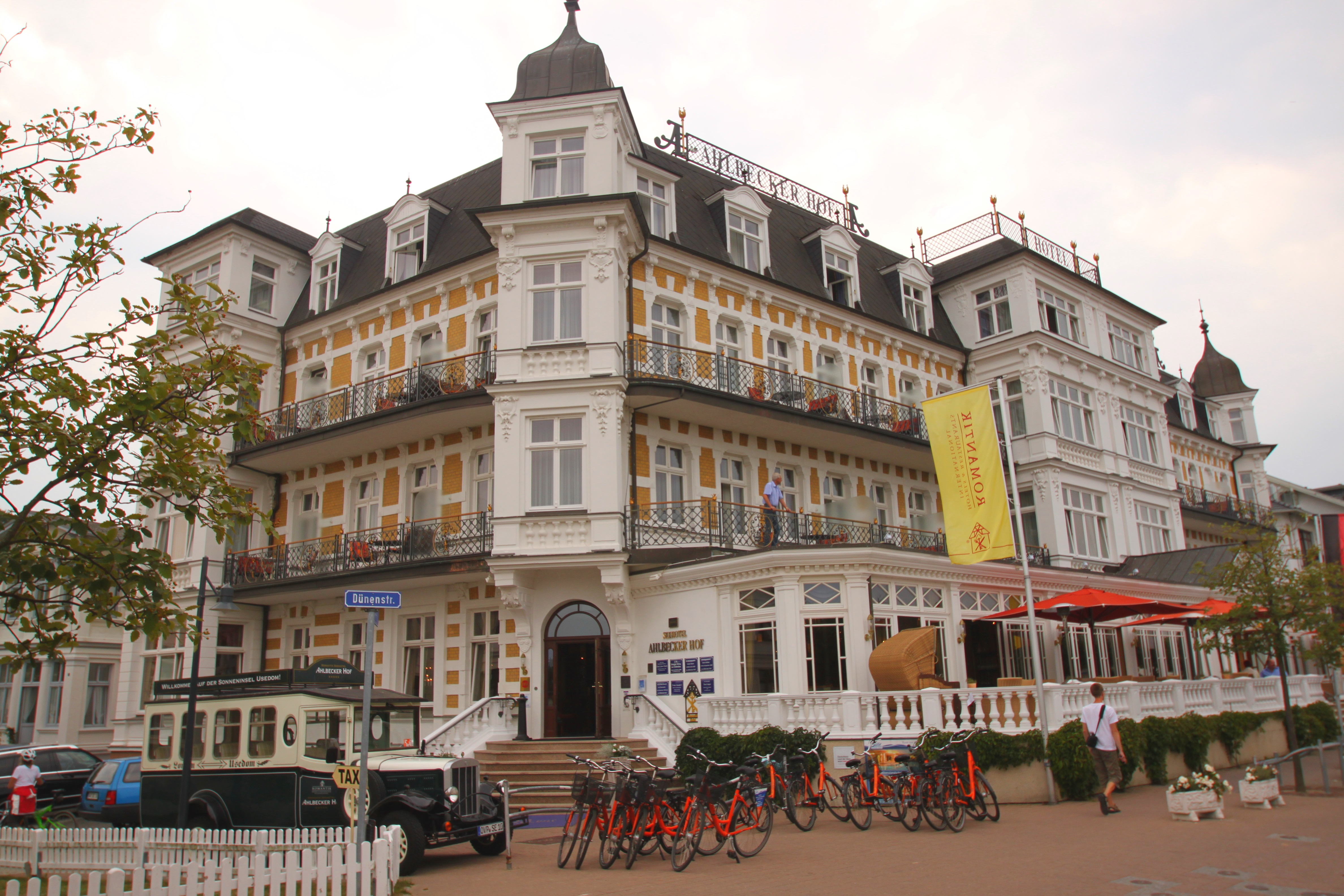
Karin bringt die verstörte Simone Braydon-Eggebrecht in einem Hotel unter (Drehort: Ahlbecker Hof)

Vom Geben und Nehmen ist ein Fernsehfilm aus der Kriminalfilmreihe Der Usedom-Krimi. Er wurde im Auftrag von ARD Degeto und dem NDR von der Polyphon Film- und Fernsehgesellschaft für Das Erste produziert. Die 13. Folge der Filmreihe wurde am 12. November 2020 erstgesendet.

## Handlung
Die von ihrem Mann sitzengelassene und mittlerweile alkohol- und medikamentenabhängige Simone Braydon-Eggebrecht versucht auf Usedom, ihren Traum von einem Hotelprojekt für Menschen mit Behinderung zu verwirklichen. Auch sollen dort straffällig gewordene Jugendliche beschäftigt werden, die sonst kaum einen Job fänden. Doch es kommt immer wieder zu Sabotageakten an ihrem Projekt, die sie Enno Littmann zuschreibt. Der Unternehmer und Parteifreund ihres Exmannes investiert in hochwertige Boutiquen, Bars und Restaurants an der Ostsee, sodass ihm „sabbernde Krüppel“ und delinquente Jugendliche nicht so recht ins Konzept passen. Sie geht mit ihren Vermutungen zur Polizei und Rainer Witt beginnt Ermittlungen in dieser Sache.
Als einer von Braydon-Eggebrechts Mitarbeitern, Patrick Horn, zunächst spurlos verschwindet und dann tot aus der Ostsee gefischt wird, werden Ermittlungen eingeleitet, wobei zunächst unklar ist, ob überhaupt Fremdverschulden vorliegt. Im Wagen des jungen Mannes werden über 8.000 Euro in bar gefunden. Die Spurensicherung kann Enno Littmann damit in Verbindung bringen, auch belegen Telefonaufzeichnungen, dass beide Männer mehrfach Kontakt miteinander hatten. Es lässt sich zudem feststellen, dass das Geld nicht wie von Littmann behauptet, kürzlich von Patrick gestohlen wurde, sondern er es ihm über einen längeren Zeitraum verteilt gab. Staatsanwalt Brunner genießt mittlerweile die Rache an seinem Parteifreund Littmann und Landrat Victor Braydon. Beide hatten ihn jahrelang daran gehindert, Karriere als Kommunalpolitiker zu machen.
Die Obduktion von Patrick ergibt, dass es sich bei seinem Tod durch Ertrinken um eine Selbsttötung handelt. Er ist betrunken in die eiskalte Ostsee gestiegen und ließ sich auch von polnischen Fischern nicht retten, sondern schwamm wiederholt davon. Es stellt sich heraus, dass eine der Heimbewohnerinnen, die an spinaler Muskelatrophie erkrankte Wiebke Siehl, als Letzte mit Patrick telefoniert hat. Da ihr Handy auf Simone Braydon-Eggebrecht angemeldet war, fiel dies zunächst nicht auf. Karin spricht mit ihr und erfährt, dass Patrick und Wiebke mehrfach Sex miteinander hatten, er aber nicht mit ihr fest zusammen sein wollte. Als er dann gesagt habe „Es hat nichts mit Deiner Behinderung zu tun.“ sei Wiebke sehr gekränkt gewesen. Als Patrick sie in seiner Todesnacht anrief, da er die zugedröhnte Simone Braydon-Eggebrecht nicht erreichen konnte, habe sie ihn angelogen. Sie habe gesagt, sie sei schwanger von ihm und werde das Kind bekommen. Stehe er nicht zu seiner Vaterschaft, würde sie behaupten, er habe sie vergewaltigt. Ihre Drohung war somit der Grund für Patricks Suizid. Da sich dies nicht beweisen lässt, schließt Brunner entsprechend die Akte.

## Produktion
Der Film wurde vom 4. Februar 2020 bis zum 8. Juli 2020 vorwiegend auf der Ostseeinsel Usedom, in Swinemünde und Berlin gedreht. Einige Szenen entstanden an der Strandpromenade von Heringsdorf und auf dem Hennigsdorfer Friedhof an der Tucholskystraße. In Bansin zählten die Villa Gerda (Hotelprojekt für Menschen mit Behinderung) und die Villa Cremona (Haus Brunner) zu den Drehorten. Ebenfalls in Bansin diente das Strandhotel Atlantic als Restaurant, in dem sich die Lokalpolitiker treffen. Weitere Szenen wurden im Hotel Ahlbecker Hof an der Strandpromenade und der Seebrücke von Ahlbeck gedreht, ferner erfolgten Aufnahmen an den Stränden von Koserow und Ückeritz. Auf polnischer Seite wurde in Swinemünde (Świnoujście) am Hafen und am Fährhafen gedreht.

## Rezeption

### Kritiken
Dieser Film der Fernsehreihe „ist mehr Drama als Krimi“, urteilt Tilmann P. Gangloff auf tittelbach.tv. „Eine gewisse Spannung resultiert allerdings aus der Frage, was den jungen Mann bewogen hat, ins Wasser zu gehen.“ Positive Worte findet er für die Darstellerinnen Caroline Redl, die ihre Figur „sehr konsequent als vor der Zeit verblühte Ex-Gattin verkörpert“ und Julia Hartmann, die ihre unter Muskelschwund leidende Figur „als personifizierten Sarkasmus“ spiele. Wichtige Fragen blieben dem Zuschauer allerdings noch unbeantwortet: „Wer der Vater von Norgaards Baby ist, bleibt allerdings ebenso offen wie die Zukunft von Lossow und ihrem Freund. Da heißt es warten auf die nächsten Episoden...“. Er vergibt 4 von möglichen 6 Sternen.
Oliver Armknecht gibt dem Film in seiner Kritik auf film-rezensionen.de insgesamt 5 von 10 Punkten. Der Film, der mehr Drama als Krimi sei, greife einige interessante Themen auf und gefalle durch die melancholische Stimmung. Im Eindruck blieben – wie auch Gangloff in seiner Kritik anmerkte – die sich mit Tabletten betäubende Simone Braydon-Eggebrecht, gespielt von Caroline Redl, und die im Rollstuhl sitzende, von Julia Hartmann verkörperte Wiebke Siehl, die „jedem Anflug von Mitleid mit besonders giftigem Zynismus begegnet“. Der Film sei atmosphärisch, aber insgesamt wenig spannend. Auch wäre „mehr psychologische Plausibilität schön gewesen“. Für den Kritiker insgesamt ein durchschnittlicher Film.

### Einschaltquoten
Die Erstausstrahlung von Vom Geben und Nehmen am 12. November 2020 wurde in Deutschland von 6,02 Millionen Zuschauern gesehen und erreichte einen Marktanteil von 18,5 % für Das Erste.